# Walther Rump
Walther Otto Rump (* 23. März 1878 in Dortmund; † 18. Juli 1965 in Erlangen) war ein deutscher Medizinphysiker und Hochschullehrer.

## Leben und Beruf
Walther Rump, Sohn eines Apothekers, begann das Studium der Physik 1897 in Göttingen und trat dort in die Burschenschaft Hannovera, eine Studentenverbindung der Deutschen Burschenschaft, ein. Sein Studium setzte er in Berlin, Würzburg und Erlangen fort. Nach Promotion zum Dr. phil. und Teilnahme am Ersten Weltkrieg arbeitete er als Assistent des Erlanger Professors der Physik Eilhard Wiedemann.
Ab 1922 kam es zu einer intensiven Zusammenarbeit zwischen Wiedemann unter Assistenz von Rump und anderen Mitarbeitern der Erlanger Frauenklinik sowie der in Erlangen ansässigen Firma Reiniger, Gebbert & Schall (später von der Siemens AG übernommen), die Röntgengeräte herstellte. Die Röntgenabteilung der Universitätsfrauenklinik verfügte alsbald über 18 Röntgengeräte für Diagnostik und Therapie. Rump arbeitete in der Forschung, der Betreuung der Geräte sowie in der Schulung des Personals. 1927 habilitierte er sich und wurde Privatdozent in der medizinischen Fakultät. 1934 erfolgte seine Ernennung zum außerordentlichen Professor für Medizinische Physik. Mehrfach bearbeitete er in Standardlehrbüchern für Gynäkologie den Bereich der Radiologie aus physikalisch-technischer Sicht. Aus diesem Bereich verfasste er eine Vielzahl von Einzelschriften, stets bemüht, auf den sachgemäßen Umgang mit Röntgenstrahlen zur Vermeidung von Schädigungen des menschlichen Körpers hinzuweisen.
Walther Rump war korrespondierendes Mitglied der Deutschen Röntgengesellschaft sowie der Österreichischen Gesellschaft für Röntgenkunde und Strahlenforschung.

## Veröffentlichungen (Auswahl)
- Energiemessungen an Röntgenstrahlen. Habilitationsschrift, Erlangen 1927
- Johann Veit (Hrsg.): Handbuch der Gynäkologie. Band 4, Teil 1: Die physikalische Therapie in der Gynäkologie. bearbeitet von August Laqueur, Walther Rump und Hermann Wintz. Bergmann, München 1930.
- mit Hermann Wintz: Mesures de protection contre les dangers résultant de l’emploi des rayons du radium, Roentgen et ultra-violets (Série de publications de la Société des Nations, 3). Service des Publications de la Société des Nations, Genf 1931, S. 9
- Elektromedizin und Strahlenkunde. Urban & Schwarzenberg, München 1954